# Sztuka ogrodowa

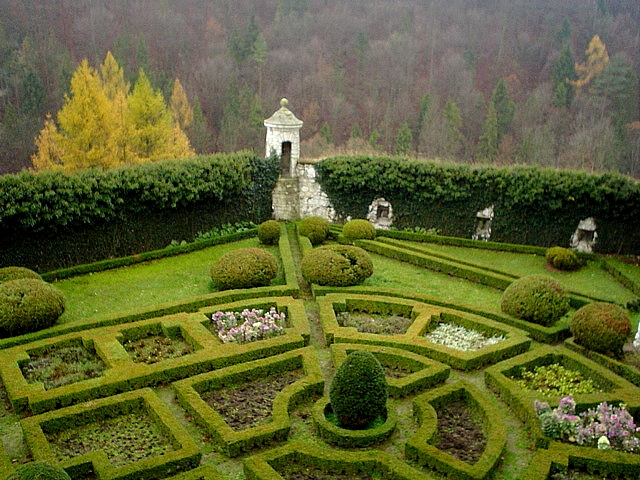
Ogród w Pieskowej Skale

Sztuka ogrodowa – zbiór działań obejmujących projektowanie ogrodów i założeń parkowych, ale nie tylko. To również pielęgnacja zieleni, nowej oraz już istniejącej w danym miejscu. To sztuka doboru właściwych roślin ich odmian do danego terenu i warunków klimatycznych tam panujących. To sposób łączenia architektury i zieleni w taki sposób, aby pozostawały w harmonii ze sobą.